# فرودگاه صحرایی فیلیپس
 فرودگاه صحرایی فیلیپس (به انگلیسی: Phillips Army Airfield) یک فرودگاه نظامی با کد یاتا APG است که یک باند فرود آسفالت دارد و طول باند آن ۲۴۳۷ متر است. این فرودگاه در کشور ایالات متحده آمریکا قرار دارد و در ارتفاع ۱۷ متری از سطح دریا واقع شده است.